# Mišo Magušar
Mišo Magušar (1956) è un ex sciatore alpino sloveno che gareggiò per la nazionale jugoslava.

## Biografia
Magušar, specialista delle prove tecniche originario di Lubiana, in Coppa del Mondo esordì il 5 dicembre 1975 a Val-d'Isère in slalom gigante, senza completare la prova, ottenne il miglior risultato il 7 febbraio 1979 a Oslo in slalom speciale (20º) e prese per l'ultima volta il via il 15 marzo 1980 a Saalbach nella medesima specialità (38º); non prese parte a rassegne olimpiche o iridate.

## Palmarès

### Coppa del Mondo
- Miglior piazzamento in classifica generale: 82º nel 1979

### Campionati jugoslavi
- 3 ori (slalom speciale nel 1975; slalom speciale, combinata nel 1976)[1]